# 미나미나카군
미나미나카군(일본어: 南那珂郡, みなみなかぐん)은 일본 미야자키현에 있었던 군이다. 2개의 정으로 이루어져 있었다.
- 기타고정(北郷町)
- 난고정(南郷町)

## 역사
- 2009년 3월 30일 - 기타고정·난고정이 니치난 시와 합병해 니치난시가 성립, 군에서 이탈하였고 미나미나카군은 소멸하였다.

## 같이 보기
- 나카군 (이바라키현)
- 나카군 (도쿠시마현)